# Horror vacui
Horror vacui latin for "frygt for tomrum", er et udtryk fra både fysik og kunsthistorien.

## Fysik
Horror vacui er et princip fra før-newtonsk mekanik. Et udtryk der stammer fra Aristoteles' fysik. Ifølge  horror vacui  findes en naturkraft, der søger at udfylde det tomme rum med materie. Princippet blev erstattet af Newtons love og derfra afledte love.

## Kunst
I kunsthistorien refererer udtrykket til et fænomen, hvor dekorationer fylder et helt lærred eller en anden overflade, som om en slags "frygt" for tomme felter. Det kendes fra islamisk kunst og jugendstilen.
| Fysik | Spire Denne artikel om fysik er en spire som bør udbygges. Du er velkommen til at hjælpe Wikipedia ved at udvide den. |